# Zeta Monocerotis
Zeta Monocerotis (29 Monocerotis) é uma estrela na direção da constelação de Monoceros. Possui uma ascensão reta de 08h 08m 35.66s e uma declinação de −02° 59′ 01.6″. Sua magnitude aparente é igual a 4.36. Considerando sua distância de 1852 anos-luz em relação à Terra, sua magnitude absoluta é igual a −4.41. Pertence à classe espectral G2Ib.